# Groot kaasjeskruid
Het groot kaasjeskruid (Malva sylvestris) is een 1-1,5 m hoge vaste plant uit de kaasjeskruidfamilie (Malvaceae). Regionale namen zijn onder meer hemdeknoopjes, juvverrooske, kasekenskruid, kattekaasjes, kerkbloem, mastellekens, mastellekenskruid en pastellekens. Voor de oorsprong van de botanische naam Malva zijn ten minste twee verklaringen. De eerste verklaring stelt dat Malva is afgeleid van het Oudgriekse woord 'malassoo' = verzachten. De tweede verklaring is dat Malva is afgeleid van het Hebreeuwse woord 'malluah' = zout van smaak. De naam kaas is afgeleid van de vruchtvorm, die iets van een Goudse kaas weg heeft.
De plant heeft drie- tot zevenlobbige, handvormige bladen. De 2,5-4 cm grote, roze bloemen hebben veel meeldraden, die tot een androgynofoor samengegroeid zijn. De bloemen groeien met twee of meer bijeen in de bladoksels. De bloeiperiode loopt van mei tot in september. De vijf roze kroonbladen zijn iets ingesneden en hebben donkere strepen.

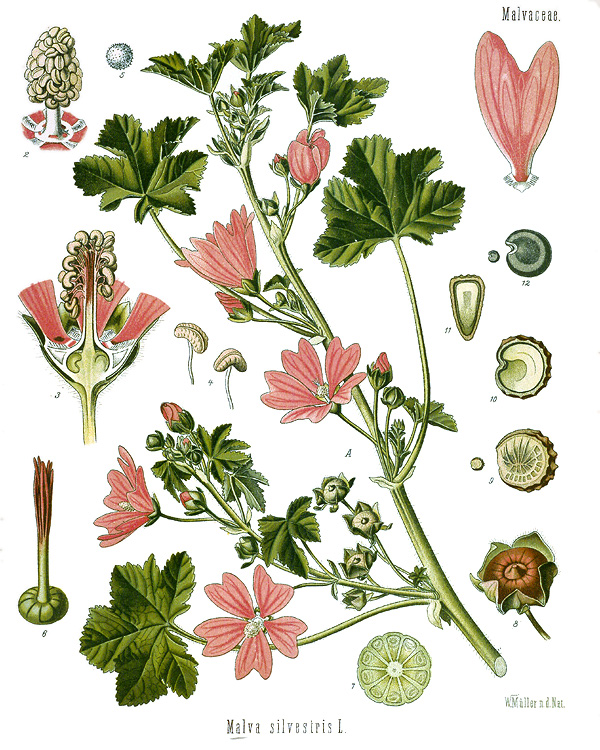
Groot kaasjeskruid (19e-eeuwse tekening)

De vrucht is een splitvrucht.

## Bloemdiagram

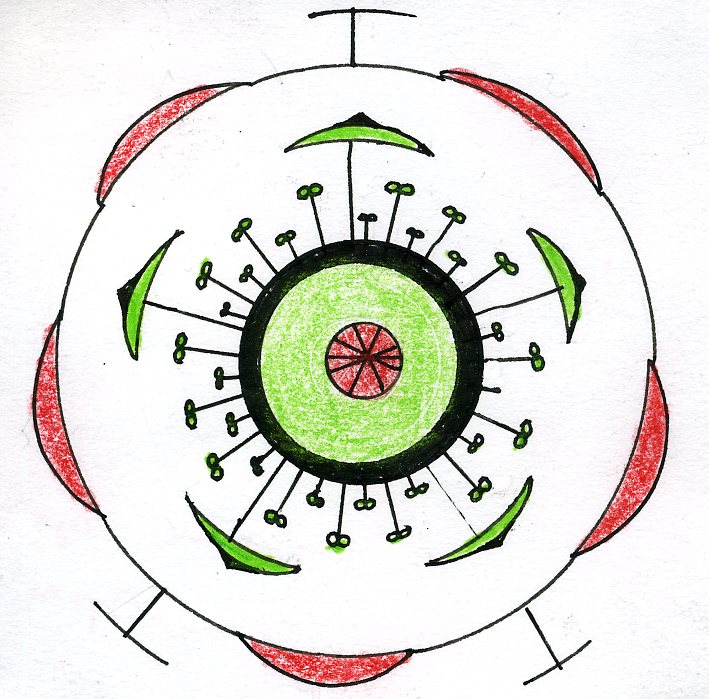

## Voorkomen
Het verspreidingsgebied beslaat het grootste deel van Europa. De plant kan men aantreffen in warme bermen, langs wegranden, hagen en muren. De plant wordt ook in de siertuin gebruikt.

## Gebruik
De plant bevat onder meer etherische olie, looistof, tanninen, flavonoïden en anthocyanen, met name in de bloemen.
De plant heeft een lange geschiedenis als geneeskruid. De oude Latijnse naam Herba Omniumorbium (kruid voor alle ziekten) wijst hier ook op.
De plant werd door Dioscorides genoemd als middel voor darmen en baarmoederklachten.
De Romeinse schrijver Plinius de Oudere noemt de plant als geneesmiddel tegen wespen- en schorpioenensteken. Hij beveelt ook het kruid aan om de bevalling te versnellen.
De plant bevat vitamine A, vitamine C, vitamine B1, vitamine B2 en caroteen. Ze is lange tijd als groente in trek geweest. Van de bloemen kan ook thee worden gezet. Dit zou goed helpen tegen keelpijn, vanwege de aanwezigheid van slijmstoffen in de bloemen.

## Ecologische aspecten
Het groot kaasjeskruid is nectarplant voor bijen en hommels. Het is de waardplant voor de distelvlinder (Vanessa cardui) en het kaasjeskruiddikkopje.

## Tuin
De plant kan gemakkelijk in de tuin gekweekt worden. Zaden zijn in de handel verkrijgbaar. Hierbij worden ook rassen aangeboden met grotere bloemen in verschillende kleurschakeringen. Men houdt een onderlinge afstand tussen de rijen van 25 cm aan, later wordt er uitgedund. De zaaitijd valt normaliter in april. Eerder zaaien kan ook, vanwege de lage vorstgevoeligheid.

## Afbeeldingen

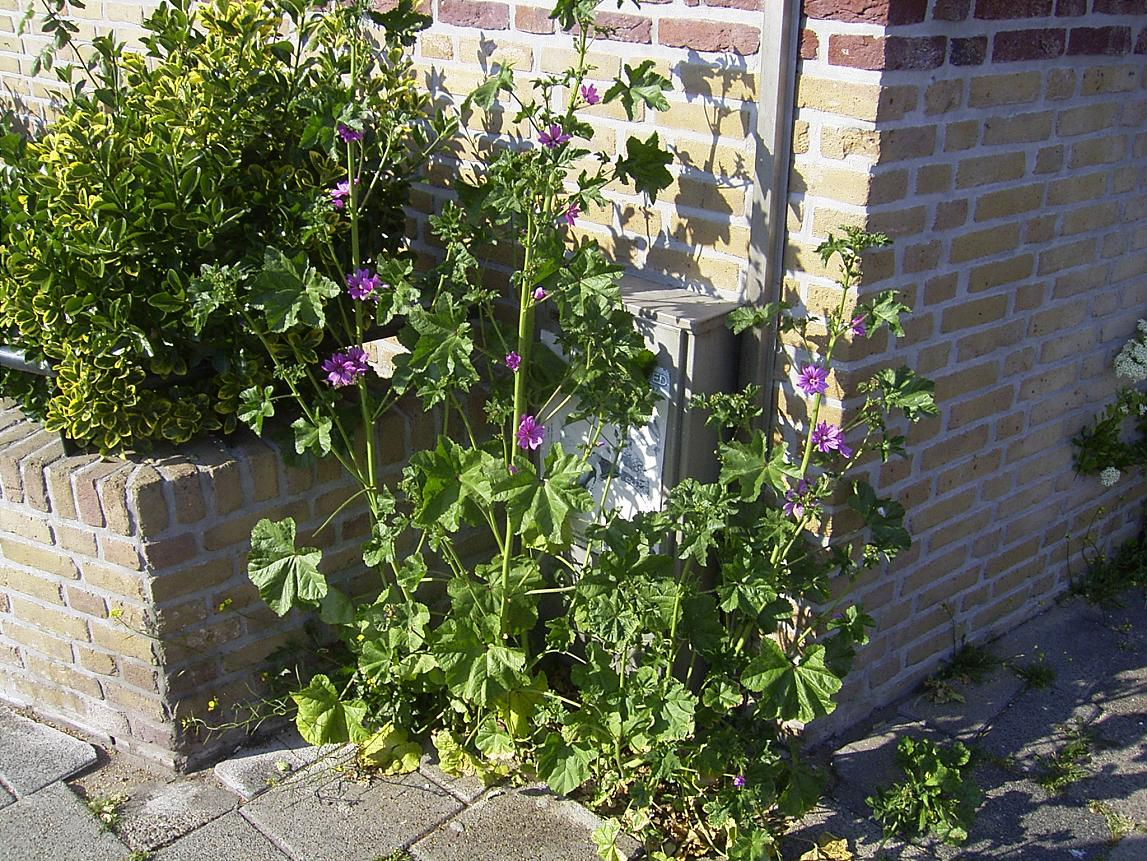
Groot kaasjeskruid (plant)
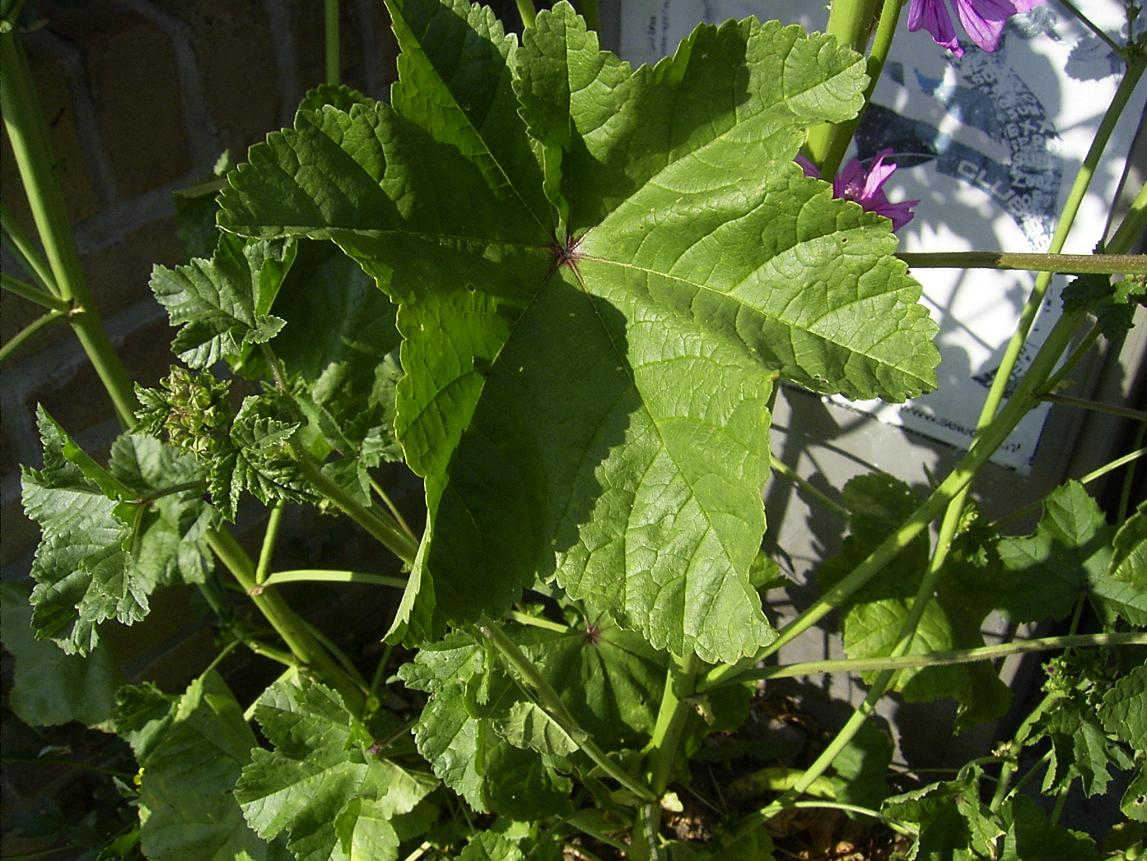
Groot kaasjeskruid (blad)
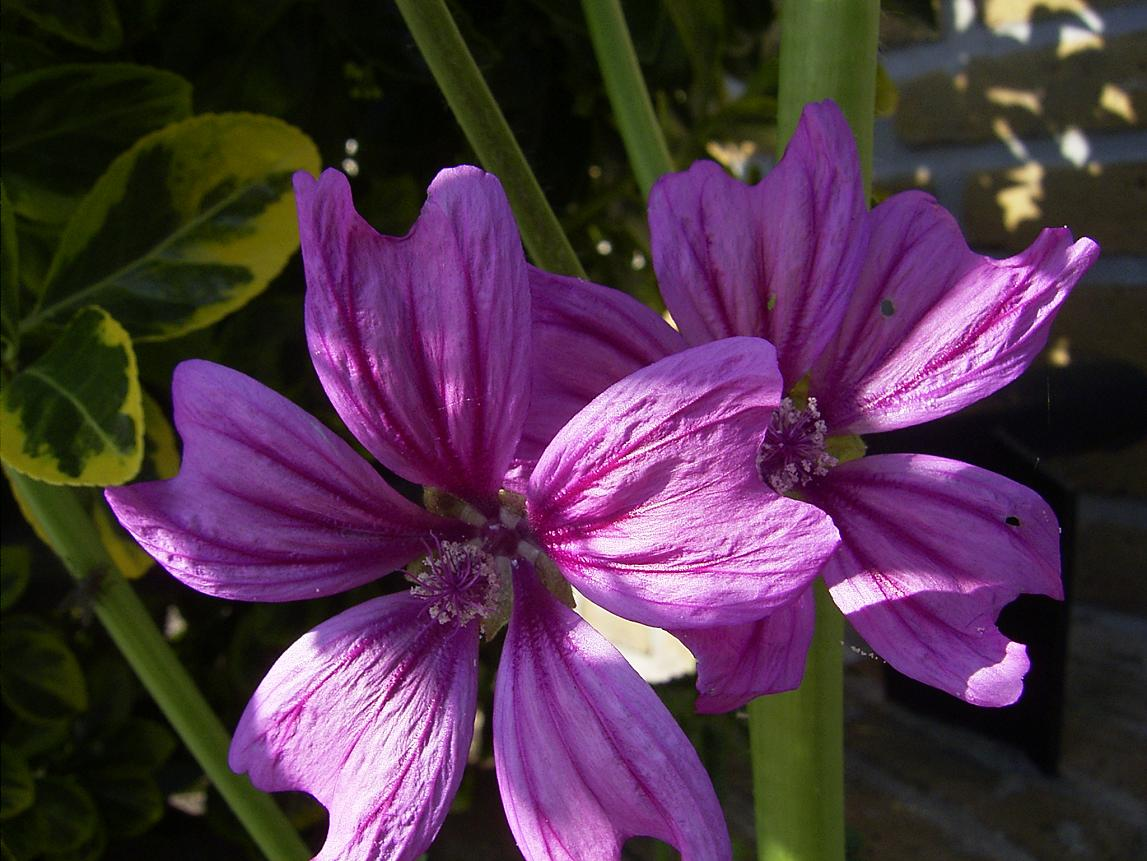
Groot kaasjeskruid (bloem)
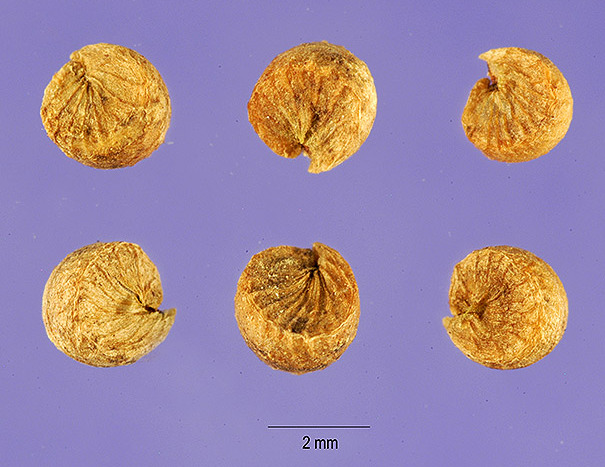
Zaden